# E-Rotic
 (juin 2023).
Si vous disposez d'ouvrages ou d'articles de référence ou si vous connaissez des sites web de qualité traitant du thème abordé ici, merci de compléter l'article en donnant les références utiles à sa vérifiabilité et en les liant à la section « Notes et références ».
E-Rotic est un groupe d'eurodance allemand des années 1990.

## Biographie
E-Rotic a été créé en 1994 ; leur thème phare est le sexe.
C'est cette même année qu'ils enregistrent leur premier tube, Max Don't Have Sex With Your Ex (dont le véritable rappeur est Deon Blue du groupe Pharao) rapidement suivi d'un second Fred Come To Bed.
Ils continueront leur carrière en Allemagne et au Japon où ils auront un certain succès et enregistreront entre 1995 et 2003 pas moins de 9 albums studio ainsi que quelques compilations Best Of et Remixes.
La première chanteuse Lyane Leigh fut la véritable voix de E-Rotic jusqu'à l'album Missing You (sorti en 2000) mais de 1996 à 2001 c'est Jeanette Christensen qui n'a été qu'une « image » pour le groupe puisqu'elle n'a jamais chanté (sauf lors de la présentation de leur chanson Queen of Light lors des présélections allemandes pour l'Eurovision 2000). David Brandes a quant à lui été le véritable rappeur sur tous les titres exceptés Max Don't Have Sex With Your Ex et Temple Of Love.
Quand Lyane a arrêté de chanter pour E-Rotic, une nouvelle chanteuse l'a remplacée : Lydia Madajewski. Mais Jeanette continuait d’être l'image du groupe jusqu'en 2001. Lydia n'est apparue que pour la promotion de Total Recall et a finalement quitté E-Rotic en 2004.
Après une longue absence le groupe est de retour en 2015 avec la chanteuse Lyane Leigh et le chanteur David Brandes qui est à l'origine de ce retour pour un Best of comprenant 6 nouvelles chansons, dont Murder Me et Video Starlet. Un nouvel album est à venir également, ainsi qu'un album solo pour Lyane.

## Membres
- Lyane Leigh (1994 - 1999, depuis 2015)
- Raz-Ma-Taz (Richard Michael Smith) (1994 - 1995, 1999)
- Jeanette Christensen (1995 - 2001)
- Terence d'Arby (1995 - 1996)
- Ché Jouaner (1996 - 2000, 2001 - 2002)
- Yasemin Baysal (2001 - 2002) (Ex membre du projet Das Modul)
- Lydia Madajewski (1999 - 2004)
- Rob (2003)
- David Brandes (1995 - 2004, depuis 2015)
- Stephen Appelton (depuis 2015)
- James Allan (depuis 2016)

## Discographie

### Singles
- 1994 : Max Don't Have Sex With Your Ex (#20 France)
- 1995 : Fred Come To Bed (#18 France)
- 1995 : Sex On The Phone (#30 France)
- 1995 : Willy Use A Billy… Boy
- 1996 : Help Me Dr. Dick
- 1996 : Fritz Love My Tits
- 1996 : Gimme Good Sex
- 1996 : Who wants to live forever
- 1997 : Turn Me On
- 1997 : The Winner Takes It All
- 1997 : Thank You For The Music
- 1998 : Baby please me
- 1998 : Die geilste single der welt
- 1999 : Kiss Me
- 1999 : Mambo N°Sex
- 1999 : Oh Nick please not so quick
- 2000 : Gimme Gimme Gimme
- 2000 : Don't make me wet
- 2000 : Queen Of Light
- 2001 : Billy Jive with Willy's wife
- 2001 : King Kong
- 2002 : Mi amante (Sorti sous le pseudo E.R)
- 2003 : Max don't have sex with your ex 2003
- 2016: Video Starlet
- 2018 : Mr. Mister
- 2020: Max Don‘t Have Sex with Your Ex - Reboot 21
- 2021: Murder Me '21
- 2021: Head Over Heels
- 2021: Heaven Can Wait
- 2023: My Heart Is Ticking Like A Bomb
- 2023: My Heart Is Ticking Like A Bomb (Remix)
- 2024: Maxxx
- 2024: The Winner Takes It All (nouvelle version)
- 2024: You Hooked Me Up
- 2024: Let‘s Get It Startet